# Кобызевичи
Кобызевичи (польск.: Kobyziewiczówie) — польско-литовский боярский и шляхетский род XVI — XVII вв. русского православного происхождения.

## История
Точное происхождение рода Кобызевичей на данный момент неизвестно, однако род на рубеже XV — XVI вв. относился к православным литовским боярам. Украинский историк В. Антонович ввел в историографию татарскую версию происхождения рода. Однако его версия была основана лишь на субъективной ассоциации историком фамилии рода с тюркским музыкальным инструментом "кобыз". На этой почве, историк сделал смелое утверждение, не подтверждаемое источниками, о том, что предком Кобызевичей был некий служилый татарин по имени Кобыз, которого якобы пленил великий князь литовский Витовт, посадивший его слугой в мозырьском замке. Письменных источников, упоминающих об этом татарине либо о татарском происхождении рода не существует. Сам Антонович не сделал в своей работе, посвященной роду Кобызевичей, ни одной ссылки на источники. Кроме того, деревянный детинец в г. Мозырь появился намного позже Витовта, в конце XV в., а каменный замок лишь к 1519 г.
В начале XVI века, небольшую вотчину в Мозырьском старостве ("третину земли Боковской и фольварки Пошковщина и Чортковщина") унаследовали два родных брата — бояре Федор (старший) и Иван Кобызевичи. По закону майората, вотчина отошла старшему, Федору, а младший брат, Иван, переехал в Мозырь, а вскоре и в Киев, где у них проживали родственники, например, боярин Печерского монастыря Иван Кобызевич (уп. в 1508 г.). После приезда в Киев ок. 1520 г., Иван Кобызевич сделал вклад в Киево-Печерский монастырь под именем "с Мозыря Иван Кобызев". Помянник усопших на начало XVI в. родственников мозырьских бояр Кобызевичей сохранился в древнейшем Киево-Печерском синодике. В нём содержится 41 имя родственников Ивана Кобызевича, среди которых несколько духовных лиц (трое схимников, два инока и один иерей), а также некий князь Михаил.
В Киеве Иван Кобызевич занялся торговлей. У него было двое сыновей: Богдан и Устин Фиц Кобызевичи. Устин Иванович Кобызевич (ум. 1578) первым в роду стал членом киевской рады (1564—1578).
В 1550 г. мозырьский боярин Федор Кобызевич также приехал в Киев с целью торговли. В 1557 г. он вернулся в свое имение в Мозырьском повете, где жил до смерти в 1569 г. После его смерти, вотчина досталась старшему сыну, Кузьме, а остальные дети и вдова Зоня (София) должны были делить дом и лавку в Мозыре, а также некоторое движимое имущество. Ещё будучи мозырьскими земянами, братья Кузьмы, Василий и Федор, с согласия матери, ограбили имение Кузьмы, находившегося тогда на службе в Киеве, и вывезли все ценное, после чего отправились в Киев.
В Киеве братья Василий и Федор Федоровичи Кобызевичи постепенно вошли в состав городского патрициата. За этой ветвью рода закрепилась придомка Ходыка. Данное прозвище, правда, применялось ещё в отношении их отца, который также назывался Ходыкой. Согласно историку Ниталье Белоус, прозвище "ходыка" тогда означало "пришлый человек".
По утверждению В. Антоновича, в 1572 г., во время чумы, Василий Кобызевич (ум. 1616) спас  дочь богатого киевского купца-текстильщика Евросинию Митковну, у которой остался лишь малолетний брат. Вскоре он женился на юной наследнице, сделавшись попечителем всего имущества. Однако, сохранилось завещание жены Митка (Никиты) Богдановича, Татьяны Кругликовны, от 7 июля 1572 года, в котором значится, что помимо малолетнего Федора и дочери Ефросинии, у неё были ещё взрослые дети, а также внук Михаил (от скончавшегося сына Конши), живые на тот момент: Федор и замужняя дочь Олена, которым она завещала большую часть семейного имущества. Согласно завещанию, Василий Кобызевич и его жена Ефросиния получили от её матери лишь "комору Занковскую в рынку киевском и два кубка белых серебряных", а также некоторые женские вещи: шубу, жемчуг, перстни, платья. При этом, опекуном сына Федора по завещанию оставлен старший зять Игнатий Богданович Маликович, а не Василий Кобызевич. Однако, по завещанию, в случае смерти сына Федора, опекунство над его наследством переходило одному из зятьев. В 1572 году Игнатий уже написал завещание, вероятно, он вскоре умер.
В 1570-е гг. В. Кобызевич отсудил за долги село Креничи и местечко Басань под Киевом у киевского бургомистра Андрея Кошколдеевича (свекра его брата Федора). С этих пор, потомки Василия Кобызевича стали называться Крыницкими (также, "Крыницкие на Басанях"). Василий Федорович Ходыка-Крыницкий был собственником порядка 11 населенных пунктов, включая местечки Басань и Быков. Быков на момент его приобретения представлял собой остатки древнего городища, на котором в 1609 г. В. Кобызевич получил от короля Сигизмунда III Вазы право построить замок и организовать город.
27 марта 1589 г. братья Василий, Федор и Йев Кобызевичи получили привилей на шляхетство под поручительством польского канцлера Яна Замойского за участие в войне с Россией 1578 — 1581 гг. во времена короля Стефана Батория. В 1609 и 1615 г. в люблинский трибунал поступил целый ряд исков от Януша Острожского, который, опираясь на киевского судью Яна Аксака, пытался доказать сначала фальсификацию шляхетства Василием Кобызевичем, затем занятие им торговлей в Киеве и даже убийство, — с целью завладеть его обширными имениями. Однако род Кобызевичей-Крыницких был признан шляхетским, а герб, описанный в привилее, вошёл в гербовник Вацлава Потоцкого, изданный в конце XVII в (польск.: Poczet Herbow Szlachty Korony Polskiey Y Wielkiego Xiestwa Litewskiego', 1696). В XVII в. представитель рода участвовал в выборах польского короля Яна Собеского.
В 1609 г. Василий Ходыка-Крыницкий получил уряд киевского скарбника.
Федор Федорович Кобызевич (Ходыка) избирался киевским райцей в 1587—1601. В 1616 г. он был назначен киевским войтом. Благодаря ему город получил ряд важных привилегий: право свободного использования окрестных лесов, право свободной рыбной ловли в Днепре и притоках, право не отчитываться перед королевскими ревизорами за доходы от корчем. Ф. Кобызевич симпатизировал Унии, за что приобрел серьёзных врагов среди местного населения. В 1625 г. отряд казаков напал на Киев. Федор Ходыка-Кобызевич и ряд других урядников были похищены и вывезены в окрестности с. Триполье, где были утоплены в Днепре.
Его сын, Йосип Ходыка-Кобызевич был киевским войтом в 1633—1641. Он выбил для города ряд важнейших привилегий: право свободной торговли, право избирать войта, освобождение от воеводского суда, учреждение суда войта. Его младший брат, Андрей, был войтом Киева в 1644—1651. По долгу службы, Андрей Ходыка-Кобызевич должен был выявлять людей, связанный с казаками. В результате он нажил много врагов, которые угрожали ему не только должностью, но и жизнью. В 1651 г. он был вынужден бежать с войсками гетмана Януша Радзивилла.
В 1652 г. вдова Теодора (Федора Васильевича) Крыницкого, Анна Садковская (дочь киевского униатского епископа Вацлава (Станислава) Садковского, 1616-1626) была вынуждена бежать из Басани с детьми на Волынь. По дороге на их обоз напал отряд из 500 казаков, которые перебили слуг и украли все ценности и документы на недвижимость. Однако вскоре, "Басань и волость" были возвращены Крыницким гетманом Иваном Выговским.

## Гербы
Герб рода Кобызевичей
Герб рода Кобызевичей изображен на печатке мозырьского боярина Федора Кобызевича (1553 г.) и на серебряной печатке его сына Василия Федоровича Кобызевича, которая хранится в коллекции Музея Шереметьевых в Киеве. На гербе изображена заглавная буква М с крестом. в завещании Устина Фица Кобызевича также упоминается гербовая сигнетка и гербовые ложки, однако эти артефакты не сохранились. Геральдическое изображение буквы М с крестом известно ещё со средневековых польских печаток. В Литве помимо рода князей Мосальских, таким гербом пользовались, например, бояре Семашко. В 1434 г. великий князь литовский Сигизмунд Кейстутович дал православным литовским боярам право на польские гербы.
Герб Крыницких (придомка Кобызевичей)
Шляхетский привилей от 27 марта 1589 г.,выданный братьям Василию, Федору и Йеву Кобызевичам, описывает их герб так: на червленом щите три серебряные балки (польск.: wręby) и серебряная подкова с соответствующими клейнодами. Более подробное описание герба содержится в гербовнике их современника Вацлава Потоцкого. Это изображение было воссоздано современным польским геральдистом Тадеушем Гайлом. Согласно гербовнику Несецкого, на червленом щите три реки, как в Корчаке, а над ними подкова рогами вверх, а над щитом шлем с пятью страусиными перьями.

## Известные представители
- Василий Федорович Кобызевич (Ходыка-Крыницкий, ум. 1616), киевский скарбный.
- Федор Федорович Кобызевич (Ходыка-Крыницкий) ум. 1625), войт г. Киева (1612—1625).
- Теодор Крыницкий (Федор Васильевич Крыницкий, ум. 1641), подстолий черниговский (1633—1641). В 1638 г. был королевским комиссаром по межеванию границ между Киевским и Черниговским воеводствами[29]. Сын Францишек служил в войске.
- Йосип Федорович Ходыка-Кобызевич, киевский войт (1633—1641)
- Андрей Федорович Ходыка-Кобызевич, киевский войт (1644—1651).
- Стефан Крыницкий, сын подстолия Теодора Крыницкого, чашник житомирский (1691—1696). В 1674 г. он участвовал в выборах короля Яна III Собеского от Киевского воеводства.[30]